# Uriellopteromalus
Uriellopteromalus is een geslacht van vliesvleugeligen uit de familie Pteromalidae. De wetenschappelijke naam van dit geslacht is voor het eerst geldig gepubliceerd in 1915 door Girault.

## Soorten
Het geslacht Uriellopteromalus omvat de volgende soorten:
- Uriellopteromalus aeneus Boucek, 1988
- Uriellopteromalus subplanithorax Girault, 1915